# Buzovna
Buzovna (ryska: Бузовна) är en ort i Azerbajdzjan.   Den ligger i distriktet Baku, i den östra delen av landet, 24 km nordost om huvudstaden Baku. Antalet invånare är 24 795.
Terrängen runt Buzovna är platt. Runt Buzovna är det tätbefolkat, med 982 invånare per kvadratkilometer.. Närmaste större samhälle är Qaraçuxur, 18,0 km sydväst om Buzovna. 
Omgivningarna runt Buzovna är i huvudsak ett öppet busklandskap.